# Perdita affinis
Perdita affinis är en biart som beskrevs av Cresson 1878. Perdita affinis ingår i släktet Perdita och familjen grävbin. Inga underarter finns listade i Catalogue of Life.